# Хмелевка (Юргинский район)
Хмелевка — упразднённая деревня в Юргинском районе Тюменской области России. Входила в состав Бушуевского сельского поселения. Упразднена в 2004 году, в связи с прекращением существования.

## География
Деревня находилась в центральной части Тюменской области, в пределах юго-западной части Западно-Сибирской низменности, в подзоне южной тайги, на левом берегу реки Хмелевка, на расстоянии примерно 2,5 километров (по прямой) к северо-востоку от села Бушуево.

### Климат
Климат континентальный с холодной многоснежной зимой и тёплым относительно коротким летом. Продолжительность безморозного периода составляет в среднем 110 дней. Абсолютная годовая амплитуда температуры воздуха достигает 80-85 °C. Среднегодовое количество атмосферных осадков составляет 340 мм, из которых большая часть выпадает в тёплый период.

## История
Образована путем объединения деревень Верхняя и Нижняя Хмелевка.
До 1917 года входили в состав Юргинской волости Тюменского уезда Тобольской губернии. По данным на 1926 год деревни состояли соотвественно из 60 и 103 хозяйств. В административном отношении входили в состав Хмелевского сельсовета (Нижняя Хмелевка являлась его центром) Юргинского района Тюменского округа Уральской области.

## Население
| 1989 | 2002 |
| ---- | ---- |
| 6    | ↘0   |

По данным переписи 1926 года в деревнях соответственно проживало 363 и 553 человека, в том числе: русские составляли 100 % населения.